# Viennois à épaulettes
Le Viennois à épaulettes, en allemand Wiener Röserlscheck, est une race de pigeon domestique originaire d'Autriche. Il appartient au groupe des pigeons de vol.

## Origine
Le Viennois à épaulettes est originaire de Vienne, capitale de l'Autriche,.

## Description
C'est un pigeon de taille moyenne à la tête étroite et allongée avec de grands yeux aux iris bleu gris. Il a un port légèrement incliné, avec des ailes proéminentes et une queue étroite. Il porte deux marques : une tache blanche en forme de V sur le dos appelée « cœur blanc » et des plumes blanches formant une rosace de l'aisselle jusqu'au milieu de l'aile, les « épaulettes ». Le pigeon Achselscheck est une variété de Viennois à épaulettes auquel il manque la marque du cœur blanc ; le Herzscheck est la variété à laquelle il manque les épaulettes. La race se présente avec trois couleurs : noir, rouge et jaune,.

## Standard
Le standard de la race est géré par l'Autriche (A/0983). Les oiseaux sont bagués avec une bague de 7 mm.